# Acantholimon hypochaerum
Acantholimon hypochaerum är en triftväxtart som beskrevs av Bokhari. Acantholimon hypochaerum ingår i släktet Acantholimon och familjen triftväxter. Inga underarter finns listade i Catalogue of Life.